# Acinos alpinus
El acino alpino o albahaca agreste (Acinos alpinus (L.) Moench) es una planta perenne de la familia de las lamiáceas.

## Descripción
Es una planta herbácea muy variable en forma de porte medio de 40 a 50 cm (mínimo 5 cm) con flores hermafroditas y con un porte más o menos rastrero. Su forma biológica viene definida como camefita suffruticosa. La base del tallo tiene un carácter leñoso y en parte pubescente (cubierto de pelusa). La sección trasversal del tallo presenta espículas acentuadas (forma tetragonal). 
Las hojas presentan una simetría opuesta respecto al tallo; ligeramente peciolada. La forma puede ser de ovoidea a lanceolada (de 5 a 15 mm) con el margen del foliolo dentado, que puede estar vuelto hacia la parte interna en la base de la hoja. 
La inflorescencia es del tipo verticilado, está constituida por varias flores que florecen a un tiempo desde el tallo o desde un nódulo, de 3 a 8 flores.

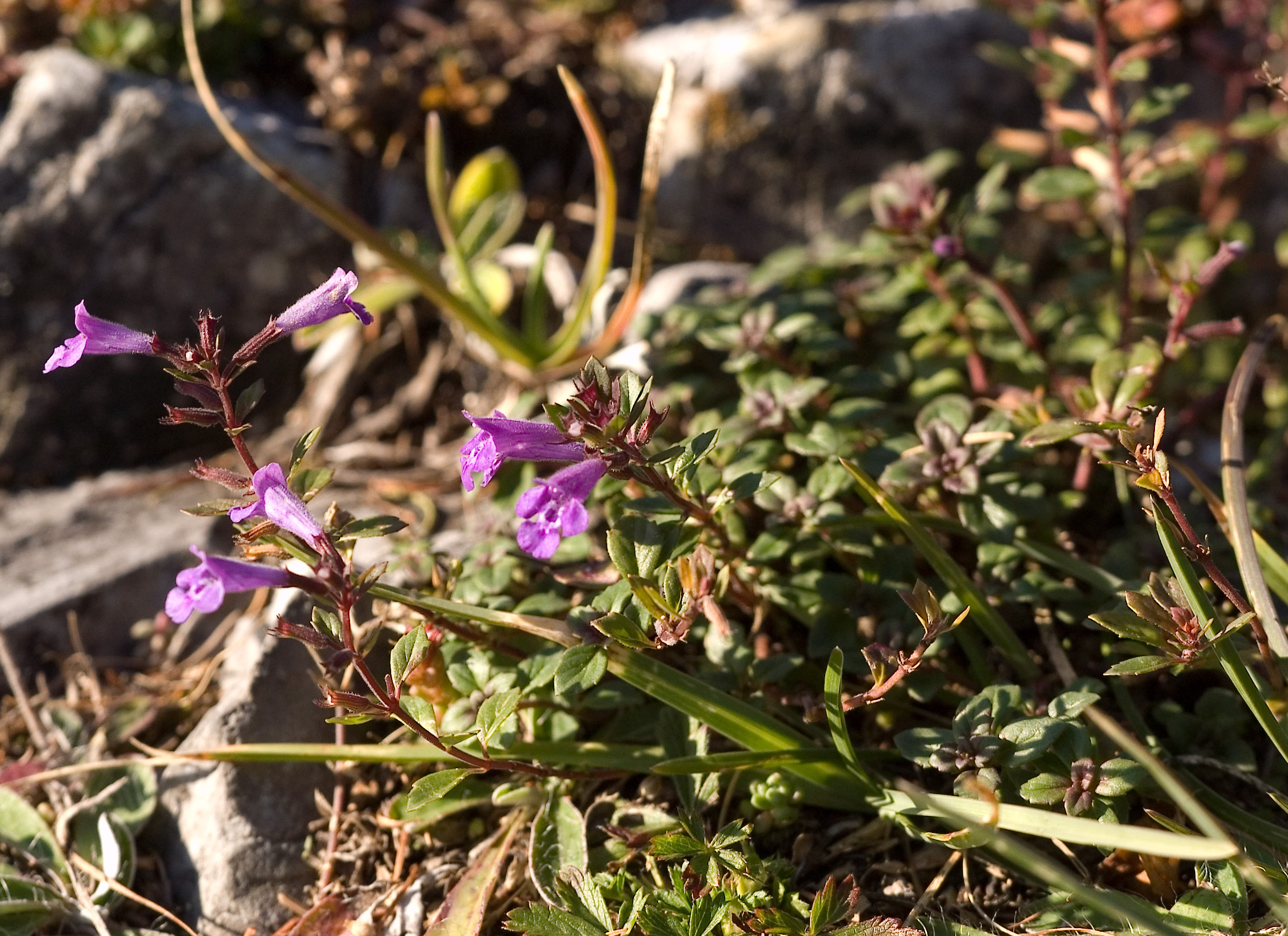
Planta de Acinos alpinus.

El cáliz de la flor es del tipo gamosépalo y de una simetría radial (actinomorfo) y cubiertos de unos densos pelos. La corola tiene una simetría bilateral (zigomorfa) es gamopétala. La forma de la flor es labiada con una lengüeta de unos 15 a 20 mm.
Su color es en general violeta con un tubo interno piloso. Con dos lábelos, en el que el superior es bilobulado, mientras que el inferior es trilobulado. Los estambres son visibles; mientras que el pistilo está oculto
Florece entre mayo a agosto dependiendo de la altitud. 
El fruto es del tipo de esquizocarpo, tetraquenio (fruto que se separa en 4 elementos cuando madura).
La raíz principal del aparato radical, es medianamente fina, en compensación las raíces secundarias son más desarrolladas.

### Taxonomía

#### Basónimo
Acinos alpinus fue descrita por (L.) Moench y publicado en Methodus (Moench) 407. 1794

##### Sinonimia
- Calamintha suaveolens subsp. langei

#### Citología
Número de cromosomas de Acinos alpinus (Fam. Labiatae) y taxones infraespecíficos:  2n=18

#### Etimología
Acinos: nombre genérico que viene del griego cuya palabra akinos, es el nombre de una pequeña planta aromática. En latín el nombre del género significa "hierba olorosa".
alpinus: epíteto latíno que significa "en la montaña, alpino"

#### Nombres comunes
- Castellano: albaca, albahaca agreste (2), albahaca de monte (2), albahaca silvestre (2), altahaca, hedeota, hedeota poleo, orégano, poleo, poleo de la sierra, poleo de monte, poleo montano, poleo montesino (5), te de la sierra, tomillo, té, té de Sierra Nevada (2), té de campo, té de la sierra (2), té de monte, té de rastra, té de roca, té de sierra, té del campo, té del monte, té fino (el número entre paréntesis indica las especies que tienen el mismo nombre en España).[3]

### Hábitat

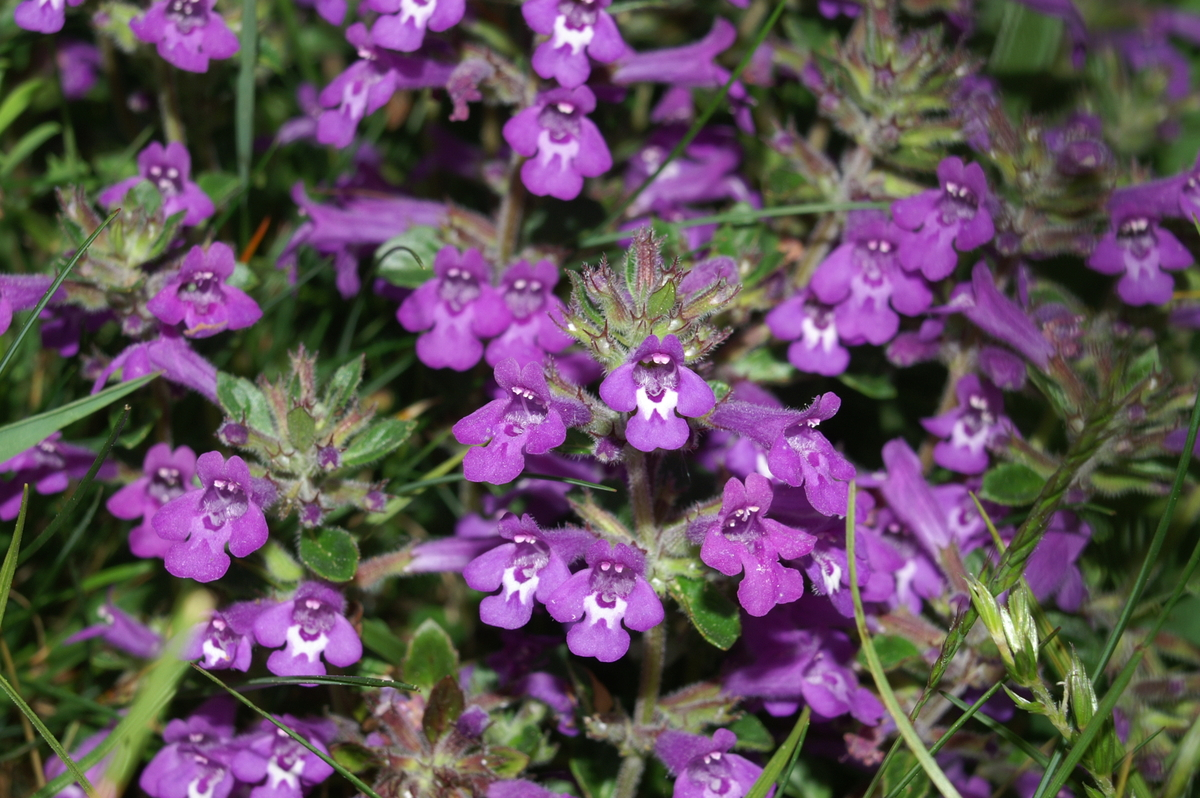
Grupo de flores

Es originaria de la Europa meridional montañosa.
Se encuentra en campos abiertos, en las fisuras de las rocas y en zonas poco fértiles, matorrales aclarados, tomillares, encinares con sabinas o enebros, robredales incluso en barbecho. Prefiere los substratos calcáreos o silíceos y ambientes privados de vegetación donde las otras especies tienen dificultades para sobrevivir. 
En la península ibérica se encuentra presente en la mayor parte de las regiones por encima de los 20 m s. n. m. llegando hasta los 3200 m s. n. m. en prácticamente todas las provincias, excepto las de la zona oeste y suroeste. Se tienen citas en prácticamente toda la Europa meridional.

### Usos

#### Farmacia
Tiene propiedades diaforéticas y febrífugas.

#### Cocina
Las hojas se utilizan como un té.